# ファミチキ

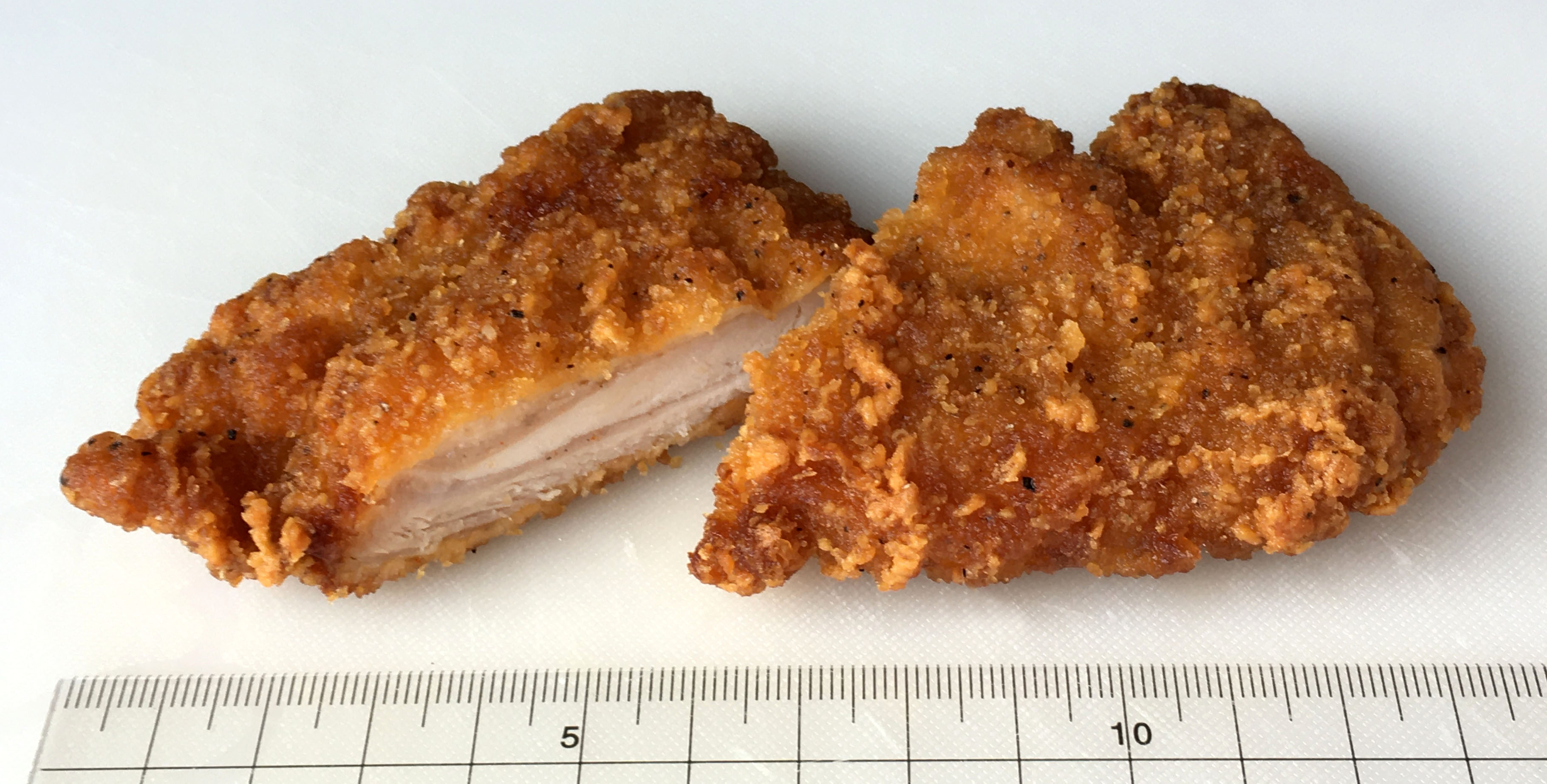

ファミチキは、ファミリーマートが2006年から販売し、同ブランドの主力商品となっているフライドチキン。ファミリーマートはファミチキを自らの「看板商品」と位置づけており、世間一般からもファミリーマートを代表する商品と受け止められている。

## 特徴
片手で食べられるサイズの骨無しフライドチキンであり、ファミリーマートは「サクサクッとした衣の食感と、柔らかくてジューシーな鶏肉の旨みが楽しめます」とアピールしている。
味は、薄口のななチキ（セブン-イレブン）やスパイスが強めのLチキ（ローソン）に比べると程よいバランスを保っているとの評価があり、日食外食レストラン新聞顧問の押野見喜八郎は「クセがなく極めて食べやすい味で、コンビニの多様な客層の嗜好に対して最大公約数的な味の設計」と評している。衣は薄めで、肉は噛むと肉汁がにじむ程度のジューシー感がある。
全体重量は100 - 110グラム程度、カロリーは約250kcalある。

### 調理
食材の調達、味付け、下処理などはタイにあるセントラル加工（製造工場）であらかじめ行われている。使われているオリジナルスパイスのレシピは2006年の販売開始以降一度も変えていないが、その内容は企業秘密で、社長とごく一部の社員しか知らないと言われる。
次いで各店舗内で、セントラル加工から納品された衣付き肉をフライヤーで5 - 8分かけて揚げるが、機器やマニュアルを整備することで誰が作業しても同じような品質になるようオペレーションが組まれている。揚げ終わった後は、油切りし、シーズニングミックスを行って仕上げる。

### 販売

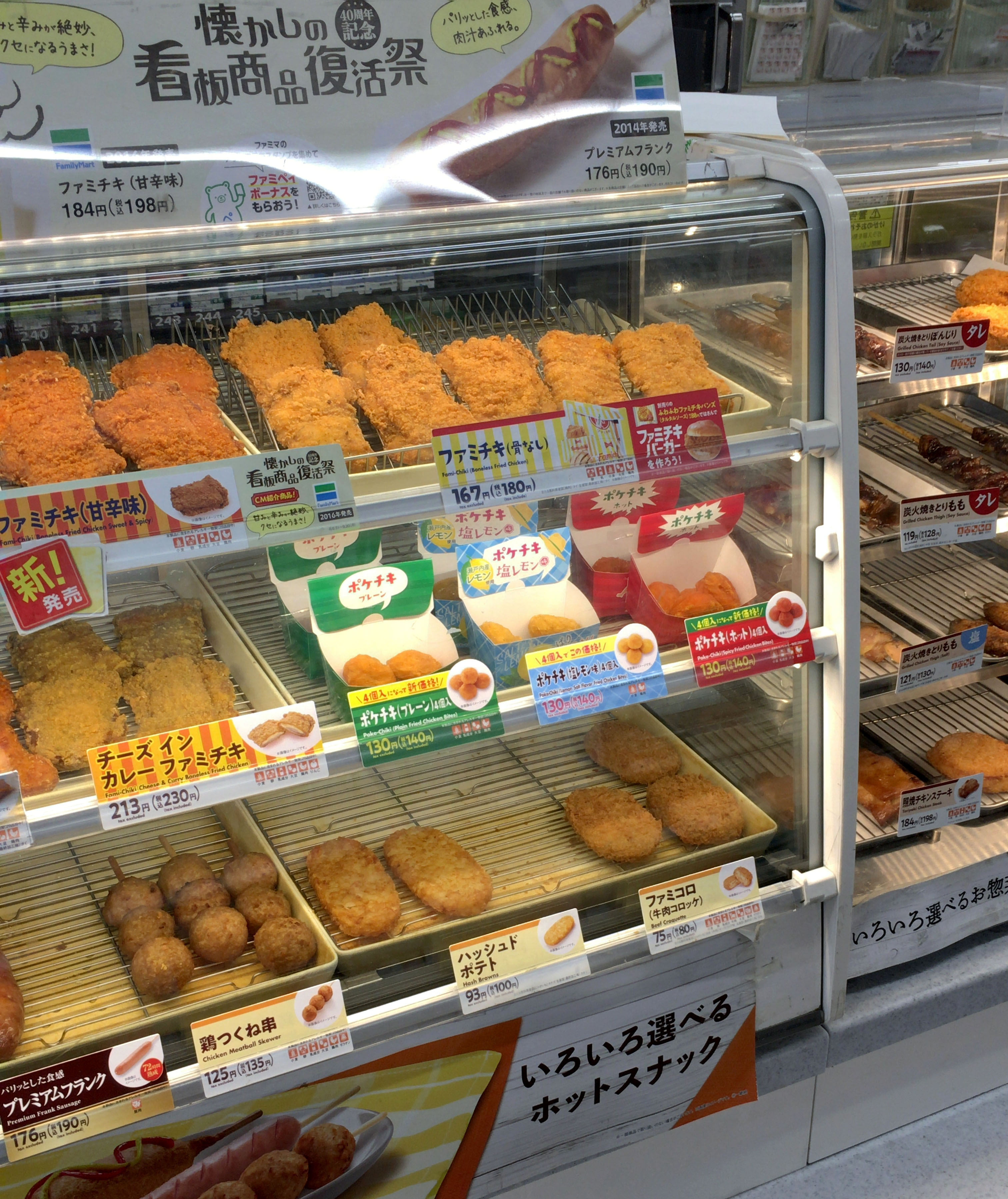
ヒーティングケースでの陳列販売（2021年9月）

調理済みのファミチキは、他のホットスナックと同様にレジ脇のヒーティングケースで70 - 80度で保温され揚げ置きされた状態で陳列販売される。これにより衛生管理、熱々の出来立て感・シズル感を実現している（もっとも、長時間の揚げ置きは品質劣化につながるため、時間ごとの販売量を正確に予測し調理スケジュールを立てることが求められている）。
小売価格は2022年12月26日より1個220円（税込）である。注文すると黄色と白の縦じま模様の包装袋に入れて客に渡される。2013年から使われているこの包装袋の下部には、店舗スタッフが商品名を書き込めるよう赤枠の「メモ」欄が設けられているが、実際はあまり利用されていない。
メインの購入層は20 - 30歳代の男性だが、女性の購入率は45%にのぼる。

## 販売実績
ファミリーマートは2001年から骨付きフライドチキンの販売を始めており、2013年3月末時点でファミチキも含めたチキンの累計販売本数は11億8000万本を超え、日本におけるフライドチキン市場で専門店に次ぐシェアを占めるまでになっていた。ファミチキ単体での累計販売数は、2016年に10億個、2020年6月に15億個、2021年9月には17億個を超えた。
ファミリーマート本部は「ファミリーマートらしさ」を体現する商品としてファミチキの普及に努めており、2020年時点でファミリーマート全商品の中で売上数量が最大の商品となっている。またファミチキは「ついで買い」にも寄与し、店舗の売上増加に貢献していることが統計から確認されている。

## 歴史

### 前史
1973年に埼玉で1号店を出店したファミリーマートは1987年に沖縄へ進出し、1997年には県内で百店舗を数えるようになったが、競合他社の沖縄参入を受けて沖縄ファミリーマートはオリジナル商品を開発することになった。そして、沖縄にはもともと揚げ物文化があり、米軍基地もあることから、フライドチキンを開発することにした。食品会社からドラム（骨付きの鳥モモ肉）を仕入れるものの、ファミリーマート独自の味を作ろうと、風味を保つため工場だけでなく店内のフライヤーでの調理を取り入れるなど試行錯誤を続け、2000年にフライドチキンの発売へこぎつけた。これは狙い通り沖縄人の口に合い、沖縄でヒット商品になった。
またファミリーマートでは、鶏の手羽中を使用したフライドチキンとして「カップチキン」を販売していたが、これは骨ありだったため食べづらいという問題があった。そのため骨なしチキンとして「スパイシーチキン」を開発し2001年に発売、好評を得ていた。

### 開発
かつて畜産業界に身を置いていた上田準二は2001年にファミリーマートの社長に就任すると店舗巡回を行い、沖縄ファミリーマートのフライドチキンの出来の良さに感心し、競合他社との差別化を図るためこれを全国一丸で販売するよう指示した。ローソンのからあげクン（1986年 - ）以降コンビニのホットスナックは一般的になっていたとはいえ、骨付きの本格的なフライドチキンをコンビニで提供するのはまだ珍しいことだったが、関東の若者を中心にこれが飛ぶように売れた。しかし骨付きフライドチキンは食べるのが手間で手が汚れ、骨がゴミになるという難点があり、また購入層の8割が男性に偏っていたことから、食べやすく女性客へも訴求できる商品を上田は模索した。そこで、まず当時のフライドチキンは骨付きが一般的だったがもも肉の腰側で骨が無くジューシーな「サイ」の部位を使うこととし、スパイスの配合、やみつき感にも研究を重ね、半年の開発期間を経て2006年から販売を始めたのがファミチキだった。

### ヒット
ファミチキは客からも「食べやすい」「コンビニの味じゃない」と大好評で、発売していきなり大ヒット商品となった。ファミチキの成功は競合他社を刺激し、その後に同じような骨無し一枚肉の類似商品（ローソンの「Lチキ」（2009年 - ）、セブン-イレブンの「ななチキ」（2017年 - ）など）が開発・販売されているが、2000年代初頭から早くも専門店品質を実現していたファミチキの圧倒的優位を崩せてはいない。

### 学校給食
2024年12月19日と20日、ファミリーマートは1号店を出店した埼玉県狭山市の市制施行70周年を記念して、同月に同市の学校給食としてファミチキ（約10,500個）を無償提供した。ファミリーマートの商品が学校給食として供給するのは初めてとしている。入間川学校給食センターによると、1食あたりのファミチキの量は通常の鶏のから揚げの2倍にあたる100グラムであり、脂質の少ないパンや、野菜の多いポトフ、デザートのミカンでバランスを取ったといい、同センターの栄養士によると通常の給食では考えられないメニューだという。

## 派生商品
2016年の「甘辛味」を皮切りとして、これまで販売されたファミチキのバリエーションは2020年時点で16種類にのぼる。
- 甘辛味 - 2016年6月[4]
- だし旨醤油味 - 2016年7月[4]
- 和風だし醤油味 - 2018年10月[26]
- カレー味 - 2019年[27]
- 塩レモン味 - 2019年5月[28]
- レッドチリ味 - 2019年7月[29]
- 麻辣味 - 2020年2月[30]
- ファミチキ柿の種（うめ味） - 2020年3月[31]
- ガーリック味 - 2020年6月[2]
- カラムーチョ味 - 2021年6月[32]
- チーズインカレーファミチキ - 2021年7月[33]
- コンソメWパンチ味 - 2021年9月[34]同時に「厚切りポテトチップス ファミチキ味」が発売された[35]。
- 柚子胡椒味 - 2022年12月[36]
- 油淋鶏ソースinファミチキ-2024年6月[37]
- ネギ塩味-2025年5月[38]

2017年にはファミチキの生みの親である上田の引退を記念して、ファミチキを使用した丼仕立ての特製弁当「黒幕引き丼」が販売され、ヒット商品になった。
2021年9月には発売15周年を記念し、自宅で揚げたてのファミチキが食べられるよう、「ファミチキ揚げ油」と「冷凍ファミチキ（骨なし）」をセットにした「おうちでファミチキセット」が数量限定でネット販売された。
また、ファミチキをバンズにはさんで食べる食べ方が考案され、バンズがファミチキバーガーとして販売されている（チキンは別売り）。
なお、スパイシーチキンがファミチキの派生商品と勘違いされることがあるが、スパイシーチキンは前述の通りファミチキよりも先に発売されており、派生商品ではない。

## キャラクター
公式キャラクターとして、ファミチキを擬人化した「ファミチキ先輩」が存在する。2017年発表。

## キャンペーン

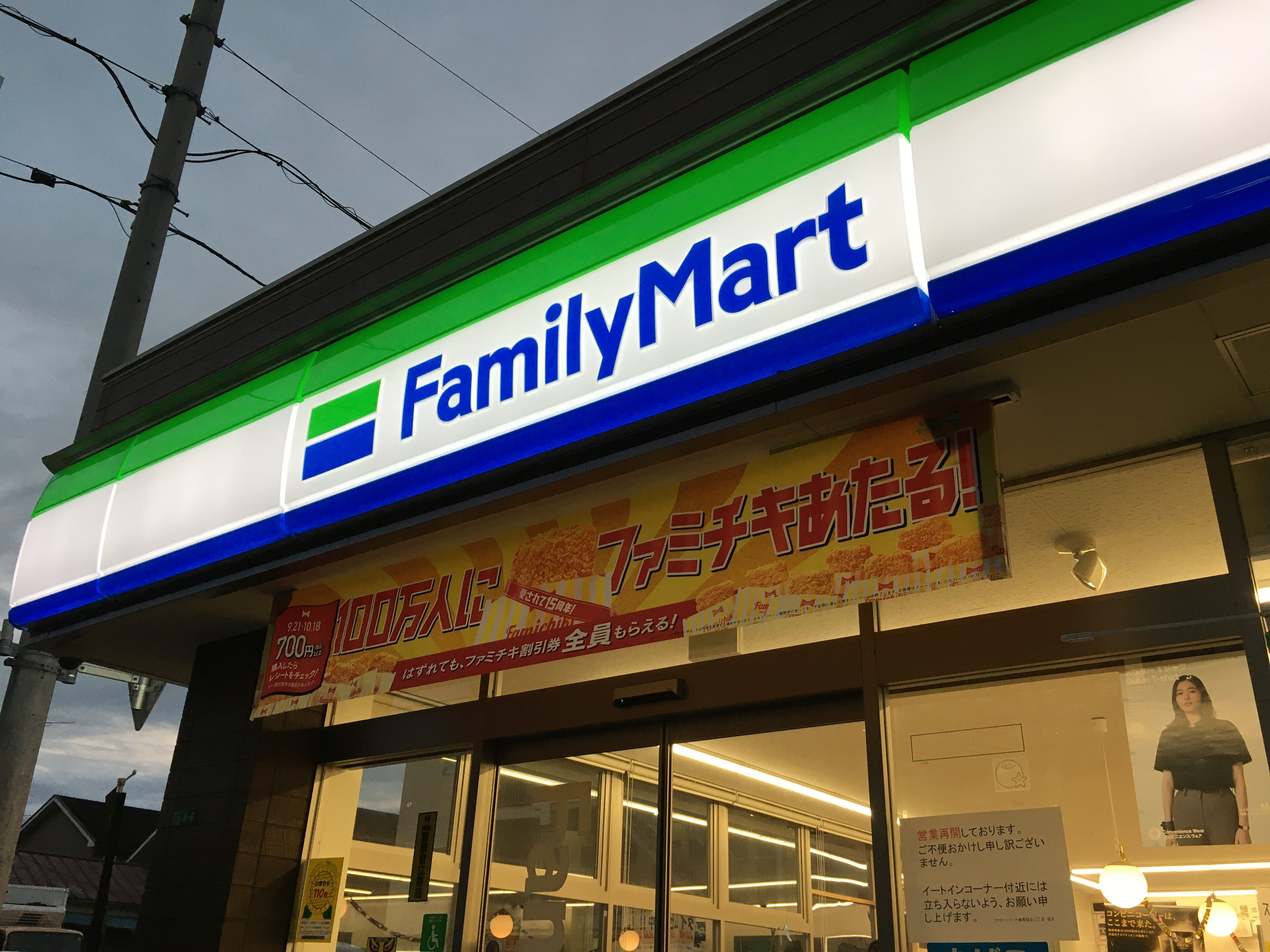
「100万人にファミチキあたる！」キャンペーンの垂れ幕（2021年9月）

- 2020年3月24日から生活応援策としてファミチキの100円セールを行った[43]。
- 2021年4月24日から開催されるプライドウィークに合わせて、ファミチキの袋を、性の多様性やLGBTQ支援を意味するレインボーカラー（6色）に変更を数量限定で行った[44]。
- 2021年8月にはファミリーマート40周年を記念して、ファミチキを含むホットスナックやプライベートブランド商品を価格据え置きのまま40%増量するキャンペーンを行ったが[45]、ファミチキを買って重量を検証したところ実際は60%の増量だったという客のSNSの投稿が話題になった[8]。
- 2021年9月ごろには発売15周年を記念し税込700円以上購入で、100万人に「ファミチキ無料引換券」が当たるキャンペーンが実施された[46]。
- 2021年10月ごろには買った数の多さを競い、1位の者がファミチキ1年分無料となる「ファミチキ王決定戦」が行われた[47]。